# Pedro Chacón y Chacón
Pedro Chacón y Chacón (Fiñana, c. 1789-Trillo, 7 de agosto de 1854) fue un militar español, con rango de teniente general. Destacó por su actuación durante la primera guerra carlista, en la que fue uno de los líderes militares cristinos en defensa de la legitimidad de Isabel II frente a los carlistas en la Región de Murcia, donde fue comandante en jefe del ejército. Fue ministro de la Guerra de forma interina en 1837 y después entre 1840 y 1841, durante la regencia de Espartero. También fue ministro de Marina en el verano de 1840. Fue elegido senador por Murcia en 1837 hasta 1839, y después en 1841 y 1843, siendo nombrado después por Isabel II senador vitalicio, cargo que ocupó en los distintos períodos de sesiones desde 1847 hasta 1851.